# Kim Jung-hyun
Dans ce nom coréen, le nom de famille, Kim, précède le nom personnel.
Pour les articles homonymes, voir Kim.
Kim Jung-hyun, né le 5 avril 1990, est un acteur sud-coréen. En 2018, il incarne l'un des rôles principaux de la série Welcome to Waikiki.

## Filmographie

### Cinéma
- 2016 : Overman : Choi Do-hyun
- 2016 : Going My Home : Lee Shi-joon
- 2017 : One Day : Directeur adjoint Cha
- 2018 : Meet the Memories : Woo-jin
- 2019 : Rosebud : Woo-seong

### Séries télévisées
- 2016 : Don't Dare to Dream : Pyo Chi-yeol
- 2017 : The Rebel : Mo Ri
- 2017 : Binggoo : Ko Man-soo
- 2017 : School 2017 : Hyun Tae-woon
- 2017 : Buzzcut Love : Chi Hwan
- 2018 : Welcome to Waikiki : Kang Dong-gu
- 2018 : Time : Cheon Su-ho
- 2019 : Crash Landing on You : Gu Seung Jun
- 2020 - 2021 : Mr. Queen de TVN : CheolJong